# Société à responsabilité limitée en droit français
 (septembre 2023).
La mise en forme du texte ne suit pas les recommandations de Wikipédia : il faut le « wikifier ».
Les points d'amélioration suivants sont les cas les plus fréquents. Le détail des points à revoir est peut-être précisé sur la page de discussion.
- Les titres sont pré-formatés par le logiciel. Ils ne sont ni en capitales, ni en gras.
- Le texte ne doit pas être écrit en capitales (les noms de famille non plus), ni en gras, ni en italique, ni en « petit »…
- Le gras n'est utilisé que pour surligner le titre de l'article dans l'introduction, une seule fois.
- L'italique est rarement utilisé : mots en langue étrangère, titres d'œuvres, noms de bateaux, etc.
- Les citations ne sont pas en italique mais en corps de texte normal. Elles sont entourées par des guillemets français : « et ».
- Les listes à puces sont à éviter, des paragraphes rédigés étant largement préférés. Les tableaux sont à réserver à la présentation de données structurées (résultats, etc.).
- Les appels de note de bas de page (petits chiffres en exposant, introduits par l'outil «  Source ») sont à placer entre la fin de phrase et le point final[comme ça].
- Les liens internes (vers d'autres articles de Wikipédia) sont à choisir avec parcimonie. Créez des liens vers des articles approfondissant le sujet. Les termes génériques sans rapport avec le sujet sont à éviter, ainsi que les répétitions de liens vers un même terme.
- Les liens externes sont à placer uniquement dans une section « Liens externes », à la fin de l'article. Ces liens sont à choisir avec parcimonie suivant les règles définies. Si un lien sert de source à l'article, son insertion dans le texte est à faire par les notes de bas de page.
- La présentation des références doit suivre les conventions bibliographiques. Il est recommandé d'utiliser les modèles {{Ouvrage}}, {{Chapitre}}, {{Article}}, {{Lien web}} et/ou {{Bibliographie}}. Le mode d'édition visuel peut mettre en forme automatiquement les références.
- Insérer une infobox (cadre d'informations à droite) n'est pas obligatoire pour parachever la mise en page.

Pour une aide détaillée, merci de consulter Aide:Wikification.
Si vous pensez que ces points ont été résolus, vous pouvez retirer ce bandeau et améliorer la mise en forme d'un autre article.
Pour les autres articles nationaux ou selon les autres juridictions, voir Société à responsabilité limitée.
En France, une société à responsabilité limitée (SARL) est une société commerciale où la responsabilité est limitée jusqu'à concurrence des apports, et qui présente des caractéristiques d'une société de personnes (2 à 100 personnes), notamment parce que les parts détenues dans le capital ne sont pas librement accessibles sans accord de tout ou partie des associés.
La terminologie de « société à responsabilité limitée » apparaît déjà dans une loi du 23 mai 1863, mais elle désigne en fait une forme de société anonyme sans rapport avec la SARL actuelle.
La SARL actuelle, dont le caractère juridique est quelque peu ambivalent, car on ne peut pas la qualifier ni de société de personnes ni de société de capitaux, a été développée en Allemagne (GmbH) par une loi datant de 1892. Depuis l'année 1925, la SARL est également une forme juridique légalement reconnue en France.

## Histoire et conséquences du concept de «responsabilité limitée»
La notion de « responsabilité limitée » et sa mise en œuvre dans le droit au XIXe siècle (cf. les lois des 23 mai 1863 et 24 juillet 1867 en France et les lois sur les Joint-Stock Company limited de 1856 à 1862 en Angleterre) est, selon Harari (2011), « l'une des inventions les plus ingénieuses de l’humanité » :

« Peugeot est une création de notre imagination collective. Les juristes parlent de fiction juridique. Peugeot appartient à un genre particulier de fiction juridique, celle des sociétés anonymes à responsabilité limitée. L’idée qui se trouve derrière ces compagnies compte parmi les inventions les plus ingénieuses de l’humanité. »

— Harari, Harari, Y. N. (2022). Sapiens : Une brève histoire de l'humanité. Albin Michel
Harari en explique ensuite les avantages de ce type de structure :

« Si une voiture tombait en panne, l’acheteur pouvait poursuivre Peugeot, mais pas Armand Peugeot. Si la société empruntait des millions avant de faire faillite, Armand Peugeot ne devait pas le moindre franc à ses créanciers. Après tout, le prêt avait été accordé à Peugeot, la société, non pas à Armand Peugeot, l’Homo sapiens » actionnaire ! »

— Harari, Harari, Y. N. (2022). Sapiens : Une brève histoire de l'humanité. Albin Michel
Cette explication permet de comprendre que le terme responsabilité limitée est en fait un euphémisme : il s'agit non pas d'une limitation des risques, mais d'un véritable transfert de responsabilité et des risques de l'actionnaire à l'entreprise, à son collectif de travail, responsabilité pénale et économique. Ainsi, quel que soit le montant investi par l'actionnaire, il garde le pouvoir et reste propriétaire de l'ensemble des moyens de production (locaux, machines, moyens informatiques, etc.), y compris ceux acquis grâce aux emprunts réalisés au nom de sa société. En effet, l'entreprise, qui acquiert en empruntant, qui rembourse, qui entretient à ses frais les moyens de production, n'est propriétaire de rien car elle n'est pas sujet de droit quant à la propriété.
Grâce à cette « responsabilité limitée » et à la non-existence juridique de l'entreprise plusieurs procédés permettent aux actionnaires d'accroître les moyens de production qu'ils contrôlent en minimisant au maximum leur mise (le capital social): investissement par effet de leviers, achat à effet de levier, rachat d'actions. Il est donc très compréhensible que les actionnaires recourent à ces procédés plutôt que d’émettre des actions supplémentaires provoquant l'arrivée d'autres actionnaires avec qui certes les risques sont partagés mais également le pouvoir et la propriété. Si l'entreprise était, comme une association loi de 1901, sujet de droit, la « responsabilité limitée » serait remplacée par les « responsabilités et propriétés partagées » entre actionnaires et le collectif de travail de l'entreprise, chacun selon sa contribution. Les procédés « à effet de levier » et autres au profit de certains ne seraient plus et beaucoup d'autres s'en réjouiraient.

## Principe
En droit français, la SARL est discutée par deux séries de textes : les articles L223-1 à L223-43 du code de commerce qui traitent de sa constitution et de son fonctionnement, et les articles L241-1 à L241-9 du même code qui sont des dispositions pénales établissant la liste des infractions concernant cette forme sociétaire.
La différence réside aussi en son mode de gestion qui est de loin plus simple que celui d'une société anonyme (SA). En effet, une SARL est gérée par un gérant, qui est tenu de rendre des comptes au moins une fois par an à une assemblée générale des associés. Par contre, une SA est gérée par un directeur général (ou directoire) qui rend des comptes au conseil d'administration (ou au conseil de surveillance), et les membres de ce dernier rendent à leur tour des comptes à l'assemblée générale des actionnaires.
Depuis la loi du 11 juillet 1985, la SARL connaît deux variantes : la SARL pluripersonnelle (au moins deux associés) et l'EURL (un seul associé). La société d’exercice, contrairement à ce qu'indique son nom, n'est pas une SARL mais une société d'exercice libéral (SEL).
Il existe aujourd'hui près de 2 million de SARL en France. En 2022, il s'est créé près de 80 000 SARL en France. La SARL est  adaptée pour les petites et moyennes entreprises.
La SARL peut se décliner sous diverses formes complémentaires, selon l'activité exercée et les associés concernés, ce qui peut apporter divers avantages au point de vue de la fiscalité (entre autres) : la SARL à capital variable, la SARL de presse, ou encore la SARL de famille. Dans la SARL pluri-personnelle, le nombre d'associés minimum est de deux ; par disposition du code de commerce, il ne peut dépasser 100. Une SARL constituée par un seul associé est dite uni-personnelle.

## Caractéristiques juridiques

### Capital
Le montant du capital de la société est librement fixé par les statuts (article L223-2 du code de commerce) ; à l'origine le capital minimum était de 20 000 francs (loi du 13 juillet 1967). Au 1er mars 1985, ce capital minimum a été porté à 50 000 francs (Loi no 84-148 du 1er mars 1984), puis au passage à l’euro à 7 500 euros, aujourd'hui le capital minimum d'une SARL est fixé librement lors de la constitution de l'entreprise.
Suppression d’un capital minimum : la loi pour l'initiative économique du 1er août 2003 a supprimé l'obligation du capital minimum qui était de 7 500 euros ; il est donc légal d'ouvrir une société avec un capital d'un euro. Toutefois le capital social est un gage de confiance vis-à-vis des  banques et organismes prêteurs ou des créanciers. Il est également un indice pour les partenaires, car on aura plus tendance à faire affaire avec une société qui a un capital important, car en cas de problèmes, les associés sont tenus des pertes à hauteur de leur apport dans le capital. Toutefois, la santé de la société n’est qu’imparfaitement rendue par le capital social et il vaut mieux prendre connaissance de ses comptes et bilans.
Le capital est divisé en parts sociales et sa répartition est mentionnée dans les statuts.
Cela permet notamment d’organiser la répartition des pouvoirs au sein des sociétés (associés majoritaires et minoritaires, important dans le vote des décisions). Les parts sociales doivent être souscrites en totalité par les associés. Elles doivent être intégralement libérées lorsqu'elles représentent des apports en nature.
Les apports en numéraire doivent être libérés d'au moins un cinquième de leur montant au moment de la constitution. La libération du surplus intervient en une ou plusieurs fois sur décision du gérant, dans un délai qui ne peut excéder cinq ans à compter de l'immatriculation de la société au registre du commerce et des sociétés. Toutefois, le capital social doit être intégralement libéré avant toute souscription de nouvelles parts sociales à libérer en numéraire d'au moins un quart de leur montant (loi 2012-387 du 22-3-2012), sous peine de nullité de l'opération.
Les apports en nature (biens, stocks, créances, etc) doivent être effectués immédiatement.
Les apports en industrie sont désormais autorisés (compétence particulière, « tour de main », expertise), mais ils n'entrent pas dans le montant du capital social de constitution. Ils permettent toutefois d'acquérir la qualité d'associé et de participer au partage du bénéfice. Le cas échéant, les statuts déterminent les modalités selon lesquelles peuvent être souscrites des parts sociales en industrie.

### Associés (personnes physiques oumorales)
- Minimum : 2 (Article L223-1 du code de Commerce)
- Maximum : 100

Leur responsabilité est limitée à leurs apports.

### Les décisions collectives[10]
- Les décisions conduisant à une modification des statuts sont appelées : décisions collectives extraordinaires.
- Les décisions ne conduisant pas à une modification des statuts sont appelées : décisions collectives ordinaires.
- Les décisions collectives sont généralement prises lors d'assemblées générales.

#### Pour les SARL constituées avant le 4 août 2005
- Assemblées ordinaires : aucun quorum n'est exigé.
  - 1re convocation : majorité des parts sociales ;
  - 2e convocation : majorité des voix émise par les associés présents ou représentés.
- Assemblées extraordinaires : aucun quorum n'est exigé.
  - Majorité de 3/4 des parts sociales (clause contraire des statuts réputée non écrite).

#### Pour les SARL constituées après le 4 août 2005
- Assemblées ordinaires : Aucun quorum n'est exigé.
  - 1re convocation : majorité des parts sociales ;
  - 2e convocation : majorité des voix émise par les associés présents ou représentés.
- Assemblées extraordinaires :
  - quorum de 1/4 des parts sociales sur 1re convocation,
  - 1/5 des parts sociales sur 2e convocation,
  - majorité de 2/3 des parts sociales détenues par les associés présents ou représentés.

Une clause statutaire prévoyant des conditions différentes est valide.

#### Autres règles
Décision prise à l'unanimité pour :
- transformation de la SARL en SNC , SCA , SCS et SAS ;
- changement de nationalité
- augmentation des engagements des associés.

Double majorité en nombre et en capital pour :
- cession des parts sociales

Moitié des parts sociales pour :
- augmentation de capital par incorporation des réserves,
- transformation en SA si les capitaux propres du dernier bilan excèdent 750 000 €.

### Constitution d'une SARL

#### Statuts
- Les éléments généraux du contrat
  - le consentement : règles de droit commun
  - la capacité juridique capacité :
    - Associés non commerçants : la capacité civile suffit pour être associé. Un mineur émancipé, un majeur protégé, deux époux ou un étranger peuvent être associés. Des personnes morales peuvent également être associées.
    - Aucune incompatibilité ou interdiction ne limite l'accès à une SARL. Il ne faut cependant pas avoir fait l'objet de suspension de droits civils, et une attestation de non-condamnation est nécessaire, conformément à l'article 128-1 du code de commerce récemment assoupli par la loi de modernisation de l'économie du 4 août 2008.

  - l'objet :
    - la SARL est obligatoirement commerciale quel que soit son objet
    - Certaines activités sont interdites : les sociétés d'assurance, sociétés de capitalisation, banques ou bureaux de tabac ne peuvent être des SARL. (Les entreprises de spectacle peuvent être sous forme SARL depuis 1988)
    - Certaines activités sont réservées à d'autres formes de sociétés : gestion de portefeuille de valeurs mobilières, sociétés d'investissement
    - Certaines activités sont réservées aux SARL : société immobilière de gestion
    - Certaines activités sont exercées en SARL sous certaines conditions : SARL d'expert-comptable par exemple.
- Les éléments spécifiques aux contrats de société
  - Le nombre d'associés : 2 à 100. Si le nombre devient égal à 1 associé, il y a transformation en EURL. Si le nombre d'associés devient supérieur à 100, il y  a régularisation dans l'année sinon la société est dissoute ou régularisée en SA.
  - Le capital : il est librement fixé dans les statuts (auparavant, le capital minimum était de 7 500 euro) ; il peut être libéré en totalité ou partiellement, sur une durée maximum de 5 ans. Ultérieurement à la création, le capital peut être augmenté (augmentation de capital).

Le capital est formé d'apports :
- Il existe trois types d'apports dans le cadre de la SARL: l'apport en numéraire, l'apport en nature et apport en industrie. Mais l'apport en industrie n'est valable uniquement pour les SARL dites de famille (entre époux, enfants)
- Les parts représentant des apports en numéraire doivent être libérées d'au moins 1/5e de leur montant. La libération ultérieure intervient en une ou plusieurs fois sur décision du gérant dans un délai qui ne peut excéder cinq ans à compter de l'immatriculation. Dépôt dans les huit jours chez un notaire, une banque ou à la Caisse de dépôts et consignation. Possibilité de reprendre les fonds si non constitution dans les six mois du versement.
- Concernant les apports en nature, les statuts doivent en contenir l'évaluation. Un commissaire aux apports est nommé à l'unanimité des futurs associés ou par ordonnance du président du Tribunal de commerce ; ce commissaire rédige un rapport annexé aux statuts. Cette obligation n'existe pas quand la valeur d'aucun apport n'excède 30 000 euros et que la valeur totale des apports en nature n'excède pas la moitié du capital. L'évaluation engage la responsabilité solidaire des associés à l'égard des tiers s'il n'y a pas de commissaire aux apports ou si les associés ont retenu une valeur supérieure à la valeur préconisée par le commissaire aux apports.
- Les apports en industrie sont autorisés depuis 2001 (loi NRE) sans restriction. Mais l'apport n'ouvre pas droit à des parts sociales, mais à des parts en industrie. Ce sont les statuts qui vont alors fixer les conditions de rémunération. Si les statuts ne les fixent pas, le montant des bénéfices et pertes sera alors égal à l'associé qui a le moins de parts sociales.

Le capital est représenté par des parts sociales :
- La souscription et la libération totale des parts doit se faire à la constitution c'est-à-dire à la signature des statuts.
- La répartition des parts sociales doit être mentionnée dans les statuts. La répartition du bénéfice et des pertes n'est pas forcément proportionnelle aux parts mais la participation aux pertes ne peut être supérieure aux parts.
  - Éléments spécifiques du contrat de société : participation aux bénéfices, affectio societatis, dénomination sociale, la durée…

#### Condition de forme et de publicité
- Les statuts :

Ils doivent être ratifiés, écrits (sous seing privé ou par acte authentique) et être signés par tous les associés. Outre les mentions communes à toute société, on doit y inclure pour la SARL l'évaluation des apports en nature, le choix des gérants et la répartition des pouvoirs, la transmission des parts, les modes de consultation des associés et les modes de répartition des bénéfices. En annexe, on ajoute le rapport du commissaire aux apports et l'état des actes accomplis pour le compte de la société en formation.
- Les actes passés pour le compte de la société non encore immatriculée :

Les personnes agissant pour le compte de la société sont responsables solidairement et indéfiniment des conséquences de leurs actes à moins que la société, après avoir été constituée et immatriculée, ne reprenne leurs engagements à son compte. Ces engagements sont alors réputés avoir été souscrits dès l'origine par la société. Il existe deux procédés de reprise automatique : les actes annexés aux statuts et les actes prévus par les statuts.
- Les mesures de publicité :
  - les statuts doivent être enregistrés à la recette des impôts dans les 30 jours suivant la signature,
  - insertion dans un Journal d'annonces légales,
  - insertion dans le Bulletin officiel des annonces civiles et commerciales,
  - immatriculation au Registre du commerce et des sociétés.

### Nomination des dirigeants
Les dirigeants de SARL sont appelés « gérants ». Toute SARL a au moins un gérant. Le ou les gérants sont nommés par les statuts (on parle alors de gérants statutaires) ou par décision des associés représentant  plus de la moitié du capital (sauf majorité plus forte prévue par les statuts).
La gérance d'une SARL ne peut être exercée que par des personnes physiques disposant de leurs droits civils (une personne morale ne peut donc être gérant de SARL).

### Les associés d'une SARL
Les associés d'une SARL (entre 2 et 100) n'ont pas la qualité de commerçant et peuvent exercer au sein de la société une activité rémunérée. Comme pour toute forme juridique, l'associé a des droits et obligations.

### Augmentation, réduction, transformation, dissolution

#### L'augmentation de capital
Dans la loi du 2 juillet 1966, il existe peu de dispositions particulières concernant l'augmentation de capital des SARL. En conséquence, il convient de s'inspirer des dispositions applicables pour les SA.
- L'augmentation par voie d'apports
  - Apports en numéraire

L'augmentation de capital sera décidée par l'assemblée générale extraordinaire puisque modification des statuts avec une majorité de 3/4 des parts sociales. Si les statuts l'ont prévu, la décision peut être prise par consultation écrite.
À la première consultation, l'assemblée doit décider des modalités les plus importantes (montant, nombre de parts, montant de la prime…). Le gérant s'occupe des souscriptions et des libérations de fonds puisque la libération intégrale est exigée de suite. La seconde consultation entérine l'augmentation de capital et modifie les statuts.
Si l'augmentation n'est pas réalisée dans les six mois du premier dépôt des fonds, les apporteurs peuvent demander le remboursement de leurs dépôts. En cas de souscription par un tiers, un agrément est nécessaire. Pour les époux communs en biens, il est nécessaire d'avertir le conjoint sous peine de nullité de l'apport.
En cas d'apport en numéraire par des associés personnes physiques, un crédit d'impôt sur le revenu est accordé. Il s'élève à 25 % de la somme apportée. Il convient de conserver les titres pendant cinq ans.
En ce qui concerne la publicité :
- enregistrement du procès-verbal de l'assemblée
- insertion dans un journal d'annonces légales
- dépôt au greffe (PV  de l'assemblée, les statuts, déclaration de conformité)
- demande modificative au RCS
- insertion au BODACC
  - Apports en nature

L'apport de biens en nature doit résulter d'un contrat écrit. La procédure est voisine de celle qui existe au niveau de la constitution : on évalue les apports (fonds de commerce, droit au bail, bail commercial) dans un rapport annexe aux statuts sous la responsabilité d'un commissaire aux apports. Le contrat d'apport doit être agréé par les associés.
Concernant la publicité, idem que pour l'augmentation par apports en numéraire mais dépôt en plus du rapport du commissaire des apports au greffe du tribunal de commerce.
- Compensation de créances en parts sociales

Soit par apport en nature, soit par voie de compensation. Les créances compensées doivent être certaines et exigibles. De plus cette possibilité doit être prévue par l'assemblée extraordinaire qui décide de l'augmentation.
- Augmentation par voie d'incorporation de réserves, primes d'émission et bénéfices

La décision de procéder à une telle augmentation de capital est valablement prise par les associés représentant la moitié au moins des parts sociales et non pas 3/4. Les formalités sont identiques à celles d'une augmentation par apports en numéraire.

#### La réduction et la perte de capital
La loi du 1er août 2003 a abrogé l'exigence selon laquelle, sauf transformation de la SARL en une société d'une autre forme, la réduction du capital social au-dessous du minimum légal ne peut être décidée que sous la condition suspensive d'une augmentation de capital destinée à le ramener au moins à ce niveau.
Il faut se référer aux règles relatives à la réduction du capital social des sociétés anonymes :
- Nature et motifs de l'opération : 
La réduction du capital est envisagée selon deux hypothèses au cours de la vie de la société :

1. la société réduit son capital par remboursement des apports. elle estime que son capital est trop important au regard des besoins de sa trésorerie. ce cas est peu fréquent, il ne se rencontre que dans les sociétés qui ont réduit leur activité.
2. la société a subi des pertes telles que les amortissements par imputation sur les bénéfices futurs parait improbable, et en tout cas, rend impossible la distribution de dividendes pendant la durée de cet amortissement ou encore, la société désire assainir sa situation financière et procède à la réduction de son capital pour compenser tout ou partie des pertes.

- Distinction avec l'amortissement du capital : 
L'amortissement du capital est l'opération par laquelle la société rembourse à ses associés tout ou partie du montant nominal de leur part. Lorsqu’elle est possible, cette opération est décidée par l'AGE (C.Com, art L.225-198) et est réalisée par des prélèvements sur les bénéfices ou sur les réserves. L'amortissement constitue une restitution des apports, à titre d'avance sur le boni de liquidation (somme revenant aux associés, en fin de société, après cession de tous les actifs et paiement de toutes les dettes), sans modification du capital.
- Condition de l'opération : 
Décision de l'AGE sur rapports des Commissaires aux comptes. Égalité des actionnaires : l'opération ne peut porter atteinte à l'égalité des actionnaires. Les créanciers de créances antérieures à la décision ne peuvent s'opposer à la réduction du capital motivée par des pertes. Dans le cas contraire, ils disposent d'un délai de 20 jours après la délibération de l'AGE pour s'opposer à cette procédure. L'opposition est formée devant le tribunal de commerce qui peut la rejeter, ordonner le remboursement des créances ou prononcer la constitution de garanties.

#### La transformation
Si la société se transforme en société en nom collectif ou en société civile, cela exige l'accord unanime des associés.
Si la société se transforme en SA, il y a des conditions. Une délibération des associés représentant au moins les 3/4 des parts sociales est nécessaire. Les bilans des deux derniers exercices doivent être approuvés par les associés.
Est exigé un rapport d'un commissaire sur la situation de la société. En outre, le gérant va demander au président du Tribunal de commerce de désigner un commissaire à la transformation (qui peut être le commissaire aux comptes). Ce commissaire apprécie la valeur des biens composant l'actif et les avantages particuliers au profit des associés ou des tiers. Il présente un rapport dans lequel il atteste que le montant des capitaux propres est au moins égal au capital social. Dans la pratique, il peut être chargé de l'établissement du rapport sur la situation de la société.
La SARL qui se transforme en SA doit suivre les règles particulières à la SA c'est-à-dire 7 associés au moins, le capital, la nomination d'un commissaire aux comptes, la modification des statuts, la transformation des parts sociales en actions et le respect des formalités de publicité.

#### La dissolution
Causes communes à toutes les sociétés : Arrivée du terme, extinction de l'objet, liquidation judiciaire, annulation du contrat de société, décision des associés.
Autres causes : La société est automatiquement dissoute au bout d'un an si le nombre des associés excède 100, si le capital propre est inférieur au minimum légal, ou bien en cas de perte de la moitié du capital.
La SARL n'est pas dissoute par le décès d'un associé (ou par son incapacité, sa faillite personnelle, etc.).

## Régime fiscal
La SARL est en principe soumise à l'impôt sur les sociétés (IS).
La SARL peut toutefois opter pour l'impôt sur le revenu (IR) dans deux cas :
- si tous les associés sont des personnes physiques et membres d'une même famille (époux et/ou partenaires liés par un pacte civil de solidarité et/ou enfants)[12] ; cette option n'est pas possible toutefois si la SARL a une activité libérale ;
- même si les associés ne sont pas membres d'une même famille à la condition toutefois que le capital soit détenu à plus de 50 % par des personnes physiques et que le dirigeant et sa famille détiennent au moins 34 % du capital ; cette option est réservée aux sociétés créées depuis moins de cinq ans, exerçant une activité commerciale, artisanale, agricole ou libérale, et en dessous du triple seuil de 50 salariés, 10 millions d'euros de chiffre d'affaires et 10 millions d'euros de total de bilan ; cette option n'est valable que durant 5 exercices[13].

Si la société est à l'IR, seuls les associés sont imposés et non la société elle-même (c'est ce que l'on appelle la transparence fiscale) : chaque  associé doit déclarer une fraction du bénéfice proportionnelle à sa participation au capital dans sa déclaration des revenus ; il en est ainsi même si la société ne procède pas à la distribution de ce bénéfice : par contre, il n'y aura pas lieu à nouvelle taxation le jour où la société procèdera à une distribution.
La SARL est soumise à la TVA dès lors qu'elle a une véritable activité économique (ceci exclut les holdings exclusivement financières).

## Sécurité sociale
Deux régimes de sécurité sociale peuvent s'appliquer au gérant de SARL :
- un gérant minoritaire ou égalitaire, c'est-à-dire qui détient au plus 50 % des parts, ou non-associé est assujetti au régime de sécurité sociale des travailleurs salariés s'il est rémunéré au titre de ses fonctions ; il n'est pas assujetti et n'est pas soumis à cotisations si ses fonctions de gérant ne sont pas rémunérées[a] ;
- un gérant majoritaire, c'est-à-dire qui détient plus de 50 % des parts, est un travailleur non-salarié (TNS) assujetti au RSI, qu'il soit rémunéré ou non.

S'il y a plusieurs gérants, on additionne les parts détenues par tous les gérants pour déterminer le caractère majoritaire ou non de la gérance (un gérant détenant moins de la moitié des titres est donc au RSI s'il est membre d'une gérance collectivement majoritaire).
Il est à noter que le gérant minoritaire ou égalitaire rémunéré ne bénéficie que de la sécurité sociale des salariés : il n'est pas un salarié au regard du droit du travail et ne peut donc bénéficier ni des dispositions des conventions collectives ni de droits au chômage.
Il est possible de cumuler la fonction de gérant minoritaire avec la qualité de salarié. Le gérant doit pour cela remplir les conditions suivantes :
- occuper un poste de travail effectif,
- exercer une activité distincte de la gérance,
- être rémunéré par un salaire,
- travailler sous un lien de subordination.

Le gérant majoritaire ne peut pas cumuler un contrat de travail avec sa fonction de gérant dans la même société (en un tel cas, il n'y a pas de lien de subordination).